# Omartacaridae
Omartacaridae (лат.) — семейство тромбидиформных водяных клещей из надсемейства Hygrobatoidea (Parasitengona, Prostigmata). Австралия, Индия, Северная и Южная Америка. Более 14 видов.

## Описание
Микроскопического размера клещи (около 1 мм и менее). Тело удлиненное, покровы мягкие и бесцветные, но в более глубоких тканях присутствует немного красного пигмента; пластинки прикрепления мышц отсутствуют; коксальная область ограничена передней частью тела; коксальные группы разделены, но лежат очень близко друг к другу; первая, вторая и четвертая коксы достигают средней линии, третья кокса отделена; четвертая кокса уменьшена в размере; генитальное поле расположено значительно заднее к коксальной области; гонопор щелевидный, намного длиннее ацетабулярных пластинок у самки; капитулум с хорошо развитым рострумом; хелицеры с двумя сегментами; ноги, особенно четвертая пара, относительно длинные; присутствует несколько плавательных волосков.
Все тазики расположены близко друг к другу, но не слиты, ограничены передней частью идиосомы; медиальные края Cx-I+II длиннее медиальных краев Cx-III+IV; линия шва Cx-III+IV проходит под прямым углом к средней линии или слегка кзади-медиально; генитальные пластинки с многочисленными ацетабулами на двух удлиненных генитальных пластинках у самки, но на одной удлиненной пластинке с задним гонопором у самца. Гнатосома имаго с нехелатными пальпами; голени длиннее genua. Хелицеры 2-сегментные.
Водные клещи, которые обитают в межпластовой воде в гравии и песке в Америке, Индии и Австралии. Об их биологии ничего не известно. Несколько видов Omartacarus известны из гипорейных местообитаний на юге Северной и Южной Америки и в Австралии, а два вида Maharashtracarinae встречаются в интерстициальных водах в Индии и Коста-Рике, соответственно.

## Систематика
Включает 2 рода и более 14 видов. Семейство было впервые выделено в 1963 году. В 1980 году Кук включил в состав семейства два рода (Cook, 1980). Семейство Omartacaridae, по-видимому, является базальной группой Hygrobatoidea, которая, возможно, дивергировала либо от Limnesiidae, либо от предков клады лебертиоидных (Lebertioidea).
До 1980 года семейство Omartacaridae состояло из одного рода с четырьмя видами: O. elongatus Cook, 1963; O. brevipalpis Cook, 1974; O. crassipalpis Viets, 1978a и O. australicus Viets, 1978b, распространёнными на юго-западе США, в Мексике, Гватемале и Австралии соответственно. Позже был добавлен O. motasi Cook, 1980 из Коста-Рики. В 1986 году Кук описал O. blythi, O. pauciporus, O. bobidus и O. lomedus из Австралии и Тасмании. Затем были описаны O. ferradasae Cook, 1988, из Чили; и O. tucumanensis Fernandez, 1988 и O. paraelongatus Fernandez & Grosso, 1991, из Аргентины. Подсемейство Maharashtracarinae Cook, 1967 было переведено из Hygrobatidae в Omartacaridae Куком (1980). В это подсемейство вошли Maharashtracarus Cook, 1967 с двумя видами: M. phreaticus Cook, 1967 и M. neotropicus Cook, 1980, из Индии и Коста-Рики, соответственно. Начало этой работе положило замечание Кука (1986: 80) о наличии плезиоморфных признаков у Maharashtracarus и возможности того, что он является сестринской группой Omartacarus.
- Maharashtracarus Cook, 1967[11]
  - Maharashtracarus neotropicus Cook, 1980
  - Maharashtracarus phreaticus Cook, 1967[11]
- Omartacarus Cook, 1963 (= Omartacarellus Cook, 1974)[12][13]
  - Omartacarus australicus Viets, 1978[14]
  - Omartacarus blythi Cook, 1986
  - Omartacarus bobidus Cook, 1986
  - Omartacarus brevipalpis Cook, 1974 (Omartacarellus Cook 1974)[10]
  - Omartacarus crassipalpis Viets, 1978[15][16]
  - Omartacarus elongatus Cook, 1963
  - Omartacarus ferradasae Cook, 1988
  - Omartacarus lomedus Cook, 1986[17]
  - Omartacarus motasi Cook, 1980
  - Omartacarus paraelongatus Fernández & Grosso, 1991[13]
  - Omartacarus pauciporus Cook, 1986
  - Omartacarus sautensis Smit & Pešić, 2022[18]
  - Omartacarus tucumanensis Fernandez, 1988[19]
  - другие виды

## Распространение
Австралия, Аргентина, Гаити, Гватемала, Индия, Коста-Рика, Мексика, Панама, Чили.